# Disfigure Study
Disfigure Study is de eerste avondvullende choreografie van de Amerikaanse choreografe Meg Stuart. Het is een productie voor drie dansers, met live uitgevoerde muziek van Hahn Rowe, die ze in 1991 creëerde voor Klapstuk, het toenmalige dansfestival in Leuven.

## Receptie
Disfigure Study was in 1991 meteen een succes onder het publiek en de critici, en lanceerde de artistieke carrière van Meg Stuart. Volgens het Brusselse Kaaitheater, dat hernemingen van de choreografie in 1996, 2003 en 2006 programmeerde,  bevatte de productie al meteen - tot in de titel - de elementen van de danstaal waarmee de choreografe internationaal furore zou maken: het getormenteerde, verwrongen lichaam, geplaatst in een setting die heel nauw aanleunt bij beeldende kunst en performance. Volgens cultuursocioloog Rudi Laermans had de bijval onder het publiek en de critici veel te maken met precies die enscenering van lichamelijkheid. “Disfigure Study toonde geen dansante lichamen, maar verwrongen bewegingen en een gefragmenteerde fysiek. Als zodanig was de voorstelling een krachtig statement tegen de verschillende vormen van vrijblijvende 'dansdans' die toentertijd het hedendaagse danslandschap domineerden." “Disfigure Study boorde een nieuwe laag in de hedendaagse dans aan door ‘het schrijven met bewegingen’ te betrekken op ‘het live maken van bewegingen’. De voorstelling knoopte opnieuw aan bij het anno 1991 bijna vergeten werk van Judson Church uit de jaren zestig: Stuart héractiveerde de wisselwerking tussen choreografie en performance. Tegelijkertijd refereerde Disfigure Study aan het theater en de beeldende kunst. In haar debuut incorporeerde Stuart de specifieke toon van desolaatheid die men spontaan met Beckett associeert, en wist ze tevens een welbepaalde schilderkunstige traditie van ‘defiguratie’ van het menselijk lichaam in podiumkunst te vertalen. Na de première van Disfigure Study viel vaak de naam van Francis Bacon.”

## Opvoeringen
Na de internationale première op het Klapstuk-festival in oktober 1991 toerde Disfigure Study uitgebreid tot december 2006, vooral in Europa. Maar de choreografie was ook te zien New York (Verenigde Staten), Kalamata (India) en Seoul (Zuid-Korea). In Europa werd de choreografie opgevoerd in verschillende steden in België, Duitsland, Frankrijk, Groot-Brittannië, Nederland, Noord-Ierland, Noorwegen, Oostenrijk, Portugal, Slovenië, Spanje en Zwitserland. Na de eerste voorstellingenreeks (1991-1993), werd de choreografie hernomen met een tournee in 1996. Een tweede uitgebreide tournee volgde in 2002-2003. Ook in 2004, 2005 en 2006 werd de choreografie nog enkele malen hernomen.

## Team
De dansers van Disfigure Study wijzigden doorheen de jaren. Tijdens de eerste tournee werd de choreografie uitgevoerd door Francisco Camacho, Carlota Lagido en Meg Stuart zelf, tijdens de tweede tournee door Florence Augendre, Fabian Galama en Meg Stuart/Christine De Smedt. Vanaf 2002 waren de dansers Simone Aughterlony, Joséphine Evrard/Sigal Zouk en Michael Rüegg. De muziek werd steeds live uitgevoerd door Hahn Rowe, die bij de hernemingen de muziekscore actualiseerde. Ook de kostuums werden geactualiseerd: in 1991 waren ze van de hand van Eva Goodman, in 2002 van Nathalie Douxfils. Het lichtontwerp was van Randy Warshaw, de Amerikaanse choreograaf bij wiens gezelschap Meg Stuart voordien danste. De eerste reeks opvoeringen van Disfigure Study werd geproduceerd door Klapstuk, The Kitchen (New York) en Streaks of Crimson (Brussel), de hernemingen door Meg Stuarts eigen gezelschap Damaged Goods.